# Quo Vadis?
Quo Vadis? là một cụm từ tiếng Latinh có nghĩa là "Thầy đi đâu?". Cụm từ này dùng để chỉ một câu chuyện được lưu truyền trong Kitô giáo, liên quan đến hành động của Thánh Phêrô. Đang khi chạy trốn để tránh khỏi việc bị kết án đóng đinh ở Rôma, Phêrô đã gặp Chúa Giêsu, ông hỏi Chúa: "Quo vadis, Domine?" ("Lạy Chúa, Chúa đang đi đâu?"), Chúa Giêsu trả lời: "Eo Romam crucifigi iterum" ("Thầy vào thành Rôma để chịu đóng đinh một lần nữa"), ngụ ý nhắc nhở Phêrô phải can đảm tiếp tục sứ vụ của mình. Cuối cùng, ông đã quay trở thành Rôma để chịu kết án.